# ویلبراند اولدنبرگ

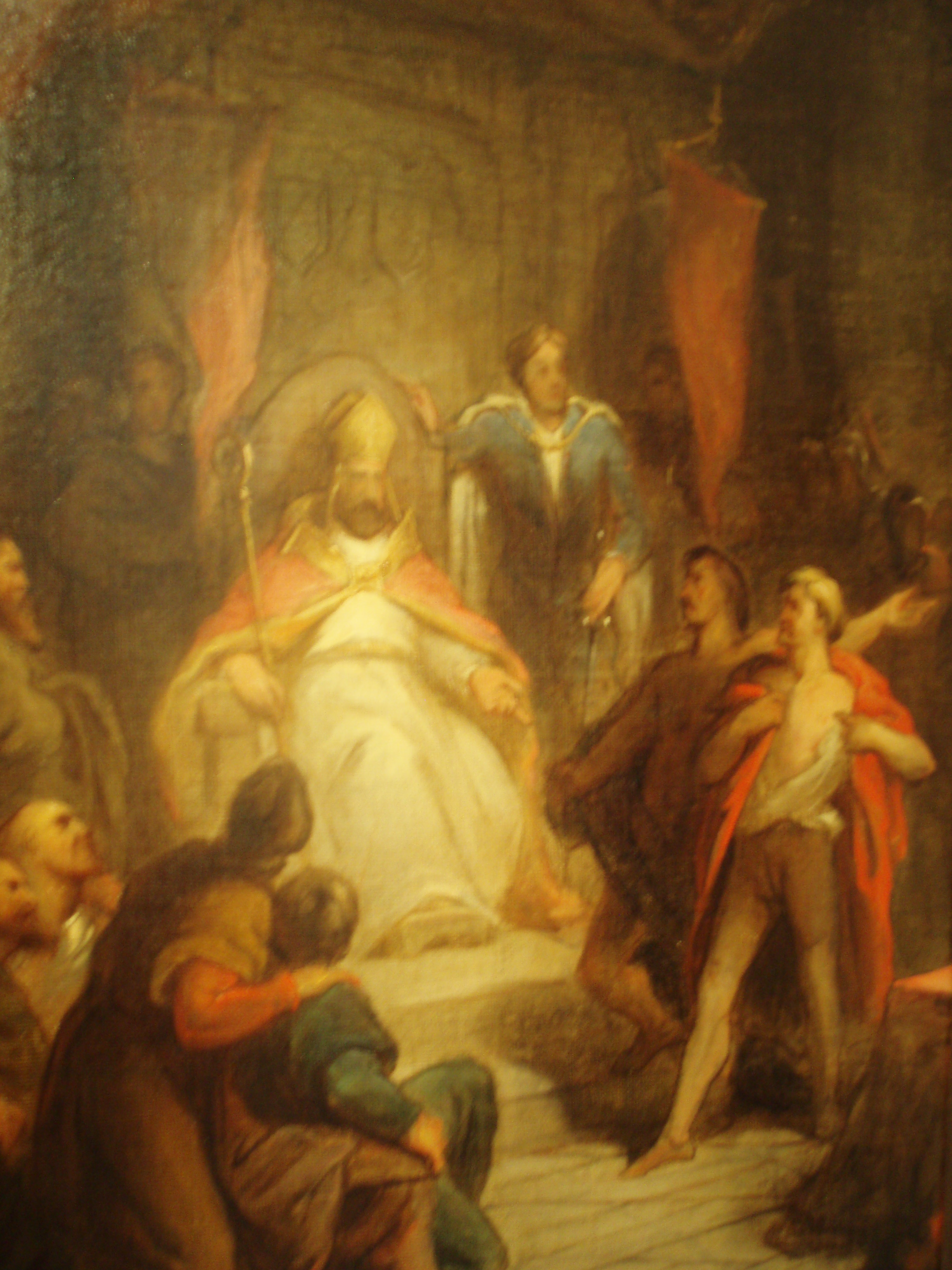
تابلوی «ویلبراند اولدنبرگ» اثر آنتونی فردریک زورچر

ویلبراند اولدنبرگ (به آلمانی: Wilbrand of Oldenburg)، اسقف پادربورن و اوترخت در قرن ۱۳ میلادی بود. وی همچنین در طول عمر خود سفری زیارتی به مدیترانهٔ شرقی و اراضی مقدس داشت و شرح وضعیت حکومت‌ها و پادشاهی مسیحی ارمنستان، قبرس و اراضی مقدس را سفرنامه خود نوشت. وی پسر هنری دوم، کنت اولدنبرگ، و بئاتریکس آو هالرموند بود.